# Borj-e Soflá
Borj-e Soflá (persiska: برج سفلی) är en ort i Iran.   Den ligger i provinsen Östazarbaijan, i den nordvästra delen av landet, 500 km väster om huvudstaden Teheran. Borj-e Soflá ligger 1 747 meter över havet och antalet invånare är 249.
Terrängen runt Borj-e Soflá är platt norrut, men söderut är den kuperad. Borj-e Soflá ligger nere i en dal. Runt Borj-e Soflá är det ganska glesbefolkat, med 22 invånare per kvadratkilometer. Närmaste större samhälle är Bolūkābād, 7,7 km väster om Borj-e Soflá. Trakten runt Borj-e Soflá består i huvudsak av gräsmarker.